# Военни звания на Българската войска в Царство България
Военните звания на Българската войска в Царство България е система от военни звания, съществувала в Българската войска от 1879 до 1944 г. и в Българската народна войска от 1944 до 1946 г. в Княжеството и Царството. След смяната на властта са премахнати или променени.

## Създаване
След Освобождението на България от османско владичество през 1878 г. е създадено Княжество България, което в рамките на създаване на държавните институции създава Българската войска, както официално се наричат въоръжените сили на България до 1946 г. Военните чинове във Войската са учредени през 1879 г. с княжески указ на Александър I Батенберг. След обявяване на независимостта на България през 1908 г. продължават да съществуват и в Царство България.

### Войнишки звания
- редник (юнкер, ако е във военното училище)
- ефрейтор

### Подофицерски (сержантски) звания
- кандидат подофицер
- подофицер
- фелдфебел
- офицерски кандидат

### Младши офицерски звания
- подпоручик
- поручик
- капитан

### Старши офицерски звания
- майор
- подполковник
- полковник

### Висши офицерски звания
- генерал-майор
- генерал-лейтенант
- генерал

Военните звания в Царство България са заимствани от Руската императорска армия, в която са съществували подобни звания. По времето на третото българско царство званието „генерал“ с цялостно наименование „Пълен генерал“ е третото генералско звание и най-високото в българската армия. Офицер с такова звание е по-висшестоящ от генерал-лейтенант. Званието пълен генерал съществува в периода от създаването на съвременната българска армия през 1878, при Съединението на България и Сръбско-българската война (1885), чак до 1897 г., когато е заменено със звание в зависимост от рода войски към който принадлежи съответния офицер – генерал от пехотата, генерал от кавалерията и генерал от артилерията.
С тези звания Българската войска води и останалите Войни за национално обединение на България: Балканска война (1912 – 1913), Междусъюзническата война (1913), Първа световна война (1915 – 1918) и Втора световна война (1941 – 1945). Военните звания на Царство България са използвани след окупацията на България от Червената армия от 8 септември 1944 и Комунистическия преврат на 9 септември 1944 г. когато Българската войска е включена в състава на Съветската армия и хвърлена в битката срещу Германия. Отличителните им знаци са в сила до премахването на Монархията през 1946 г., а униформите окончателно са сменени с подобни на съветските през следващата 1947 г.